# 프랭키 지
프란시스코 알레한드로 구티에레즈(Francisco Alejandro Gutierrez, 1962년 2월 19일 ~ 2005년 10월 22일)는 프랭키 지(Franky Gee)라는 예명으로 활동했던 쿠바 아바나 출신의 독일계 미국인 가수, 래퍼 및 군인이다.
독일의 유로댄스 듀오 캡틴 잭의 2대 남성 보컬이기도 했다.

## 생애
1962년 2월 19일에 쿠바 아바나에서 3남매와 함께 태어났다. 그의 가족은 미국 플로리다 주 마이애미로 이주했고, 그는 어렸을 때 스페인의 마요르카로 갔다. 그가 대학에 졸업한 후에는 미국 육군에 입대했고, 독일에 주둔했다. 그곳에 있는 동안에는 디스크 자키로서 경력을 쌓기 시작했다. 그는 군복무에 싫증이 났고 그의 입대 기간이 만료되었을 때 독일에 머물기로 결심했다. 독일 다름슈타트에서 여성 보컬리스트 리자 다 코스타와 함께 캡틴 잭을 결성하여 성공을 거두었다.
2000년 8월 28일에는 프론티어 마셜아츠 레슬링의 슈퍼 다이나미즘 2000에 참전하기도 했으나, 후유키 고도에게 패배했다.

## 사망
2005년 10월 17일에 스페인 팔마데마요르카에서 자신의 아들과 산책을 하던 도중에 뇌출혈 진단을 받았고 이러한 지병으로 인해 같은 달 22일에 사망하였다. 2002년 7월에 진단받은 뇌졸중으로 인한 것일 수 있다.